# 短枝摺蘚
短枝摺蘚（学名：Okamuraea brachydictyon）为薄羅蘚科摺蘚屬下的一个种。